# Die Könige der Nutzholzgewinnung
Die Könige der Nutzholzgewinnung ist eine deutsche Filmkomödie von Matthias Keilich aus dem Jahr 2006 mit Bjarne Mädel, Frank Auerbach und Steven Merting.

## Handlung
Krischan kehrt nach vielen Jahren zurück in seinen Heimatort Tanne im Harz, den er nach einer Pleite im Gastronomiebereich verlassen hatte, während seine arbeitslosen ehemaligen Kollegen die Schulden daraus abtragen müssen. Er will dort einen großen Holzfällerwettbewerb auf die Beine stellen. Mit viel Einsatz reißt er das Dorf aus der Lethargie.

## Hintergrund
Gedreht wurde in Tanne im Ostharz. Die Uraufführung fand am 9. Juni 2006 auf dem Internationalen Filmfest Emden-Norderney statt und am 24. August 2006 war der deutsche Kinostart.

## Rezeption
Laut Rainer Tittelbach von tittelbach.tv zeichnet sich die Komödie durch „Witz, parabelhaften Realismus“ und ein wunderbares Ensemble von Typen aus.
Die Redaktion der Fernsehzeitschrift Prisma vergab drei von fünf Sternen. Sie lobte den „Witz“ und die „Ironie“ mit der der Regisseur den Film drehte und das überzeugende Spiel des Hauptdarstellers Bjarne Mädel, bemängelte jedoch, dass der Film nur Fernsehniveau erreiche.
Josef Engels, der Rezensent von welt.de, verglich den Film mit den englischsprachigen Filmen Full Monty – Ganz oder gar nicht oder Brassed Off – Mit Pauken und Trompeten, die ihm als Inspiration gedient hätten.
In der Rezension im Nachrichtenmagazin Der Spiegel wird die Filmkomödie als „witziger, lebenswahrer, rundum beglückender Film“ eingestuft und als „unverbraucht und betörend“ gelobt.
Rainer Gansera von der Süddeutschen Zeitung konnte der Komödie hingegen „wenig abgewinnen“.